# New Lisbon (Wisconsin)
New Lisbon – miasto w Stanach Zjednoczonych, w stanie Wisconsin, w hrabstwie Juneau.